# Dictyna crosbyi
Dictyna crosbyi är en spindelart som beskrevs av Willis J. Gertsch och Stanley B. Mulaik 1940. Dictyna crosbyi ingår i släktet Dictyna och familjen kardarspindlar. Inga underarter finns listade i Catalogue of Life.